# Hendrik Cornelis Siebers
Hendrik Cornelis Siebers (Surabaya, 6 gennaio 1890 – 8 ottobre 1949) è stato un ornitologo olandese che lavorò per molti anni presso il Museo di Storia Naturale dell'Università di Amsterdam.
A partire dal 1925 esplorò le regioni orientali dell'Indonesia, in particolar modo l'isola di Buru. Descrisse e classificò per primo tre nuove specie di uccelli: il lorichetto fronteazzurra (Charmosyna toxopei), il pigliamosche di Sumba (Ficedula harterti) e il pigliamosche bruno di Sumba (Muscicapa segregata).